# Biometrics
Biometrics es una revista que publica artículos sobre la aplicación de la estadística y las matemáticas a las ciencias biológicas. Publicada por la Sociedad Biométrica Internacional (IBS) . Originalmente en 1945 con el título Biometrics Bulletin , la revista adoptó el título más corto en 1947.  RA Fisher , quien contribuyó notablemente a la revista, para quien se publicó una edición conmemorativa en 1964.  En una encuesta de opiniones de investigadores de estadística, ocupó el quinto lugar en general entre 40 revistas de estadística, y solo fue superado por el Journal of the American Statistical Association .en el ranking elaborado por especialistas en biometría.
Según academic accelerator, la revista tiene un factor de impacto para el período 2021-2022 de 2.572